# FCKGW
FCKGW är de fem första tecknen i och smeknamnet på den olovligt mest spridda CD-nyckeln för Microsofts operativsystem Windows XP. Nyckeln blev mycket känd när ett fotografi spriddes på Internet, med en CD-R-skiva med nyckeln skriven på, tagen framför en Microsoft-skylt med en räknare med antalet dagar kvar till Windows XP skulle släppas. Nyckeln är numera oanvändbar för aktivering av Windows XP, men har ändå status som symbol för warezscenen.
Den fullständiga koden var: FCKGW-RHQQ2-YXRKT-8TG6W-2B7Q8.
Nyckeln går även under det engelska namnet the devils0wn key (’devils0wn-nyckeln’) efter warezgruppen devils0wn. Gruppen släppte den 25 oktober 2001 en kopia av den första slutgiltiga versionen av Windows XP, 35 dagar före det officiella släppdatumet, och med kopian följde FCKGW-nyckeln. Den är en så kallad volymlicensnyckel som hade läckts från någon av Microsofts kunder, och eftersom sådana nycklar inte kräver produktaktivering blev de mycket åtråvärda för olovlig licensiering.
Nyckeln har sedermera blockerats och kan inte användas för att installera de flesta Windows XP-uppdateringar såsom service pack och buggfixar. Detta har lett till viss kritik mot Microsoft, eftersom det lämnar många datorer oskyddade mot datormaskangrepp.